# Plantijn

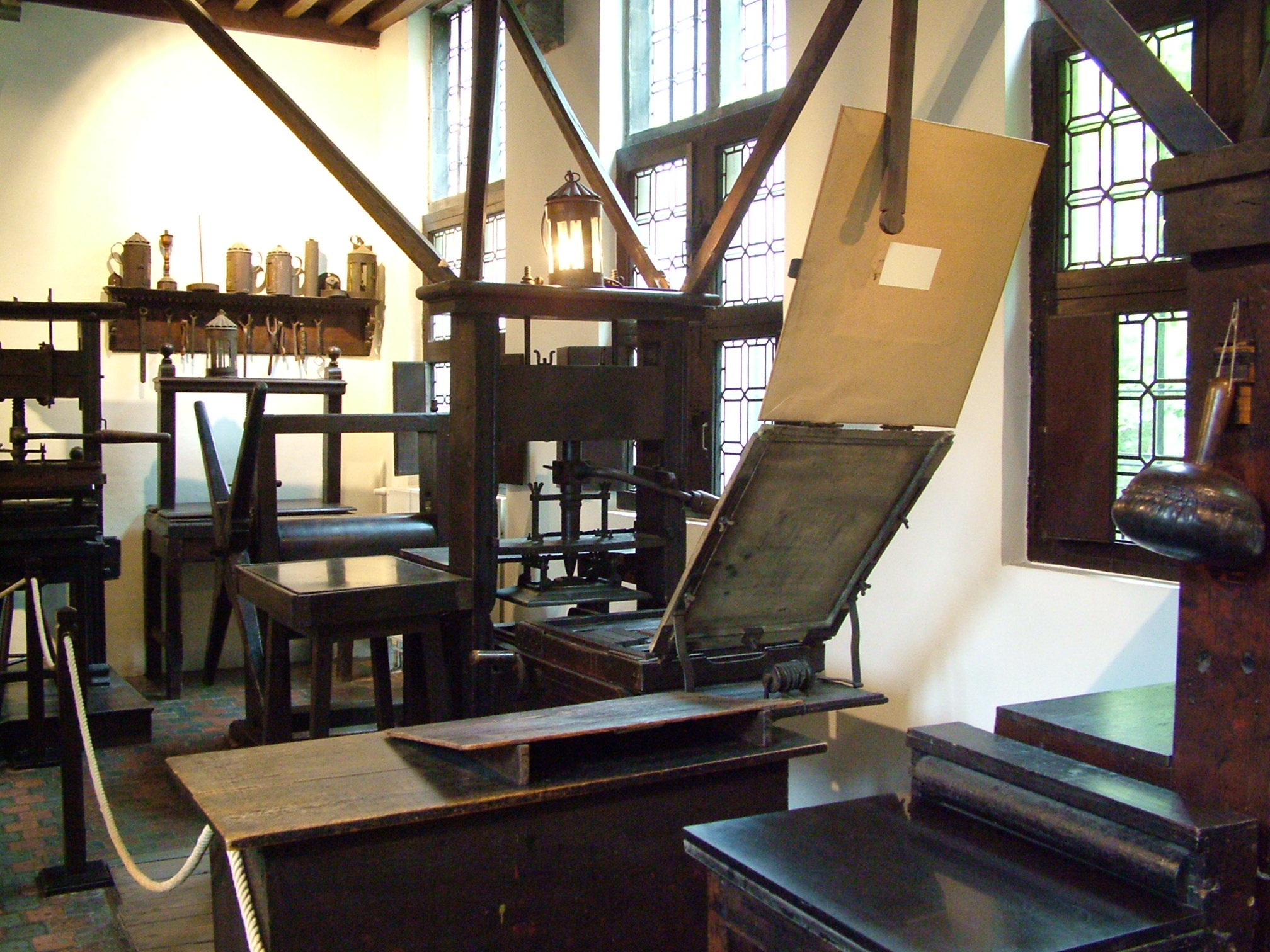
Drukpers in het huidige Plantin-Moretusmuseum

De drukkerij van Plantijn (Officina Plantiniana) werd in 1555 in Antwerpen gesticht door Christoffel Plantijn, die uit Frankrijk afkomstig was en zich in 1548 of 1549 in de Scheldestad vestigde. Het bedrijf werd een van de grootste boekdrukkerijen van Europa.
Plantijn was een handig zakenman en drukte boeken voor humanisten, katholieken en protestanten. Hij werkte niet alleen voor koning Filips II van Spanje maar ook voor Justus Lipsius, de belangrijkste humanist na Erasmus. De drukkerij Plantijn verwierf het monopolie voor de druk en uitgave van missalen en brevieren voor alle landen onder de kroon van Filips II. Andere belangrijke werken waren het Dictionarium Tetraglotton (1562) een woordenboek met Latijnse, Griekse, Nederlandse en Franse woorden. In 1568-1572 werd door het huis Plantijn de Biblia Regia in vijf talen en in acht delen gedrukt.
In 1573 verscheen Thesaurus Theutonicae linguae. Schat der Neder-dutscher spraken, het eerste Nederlandstalige woordenboek. Een van de auteurs was Cornelius Kiliaan, die in de drukkerij werkzaam was als proeflezer en corrector. Van 1576 tot 1585 was Plantijn werkzaam als drukker van de Universiteit Leiden.
Na de dood van Plantijn in 1589 werd de boekdrukkerij overgenomen door zijn schoonzoon Jan I Moretus. Vanaf deze tijd werden er voornamelijk nog boeken gedrukt voor de katholieke Contrareformatie. In 1866 werd de drukkerij gesloten en in 1876 werd het een museum, het Plantin-Moretusmuseum, dat in 2005 door de UNESCO werd opgenomen op de lijst van het werelderfgoed. In 2001 werden de bedrijfsarchieven van de drukkerij reeds opgenomen in UNESCO's Memory of the World register.

## Stamboom

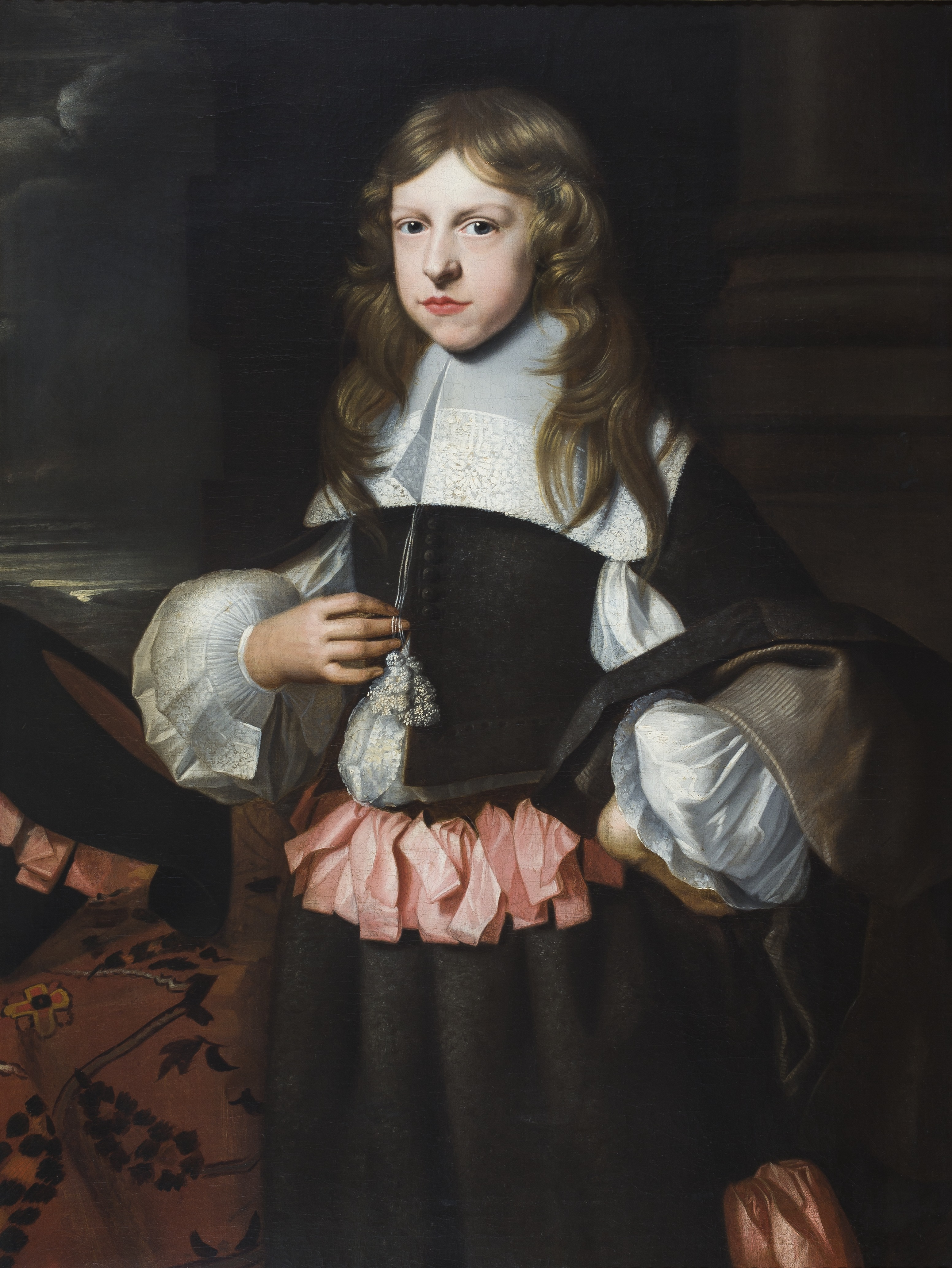
Balthasar III Moretus door Jacob Van Reesbroeck

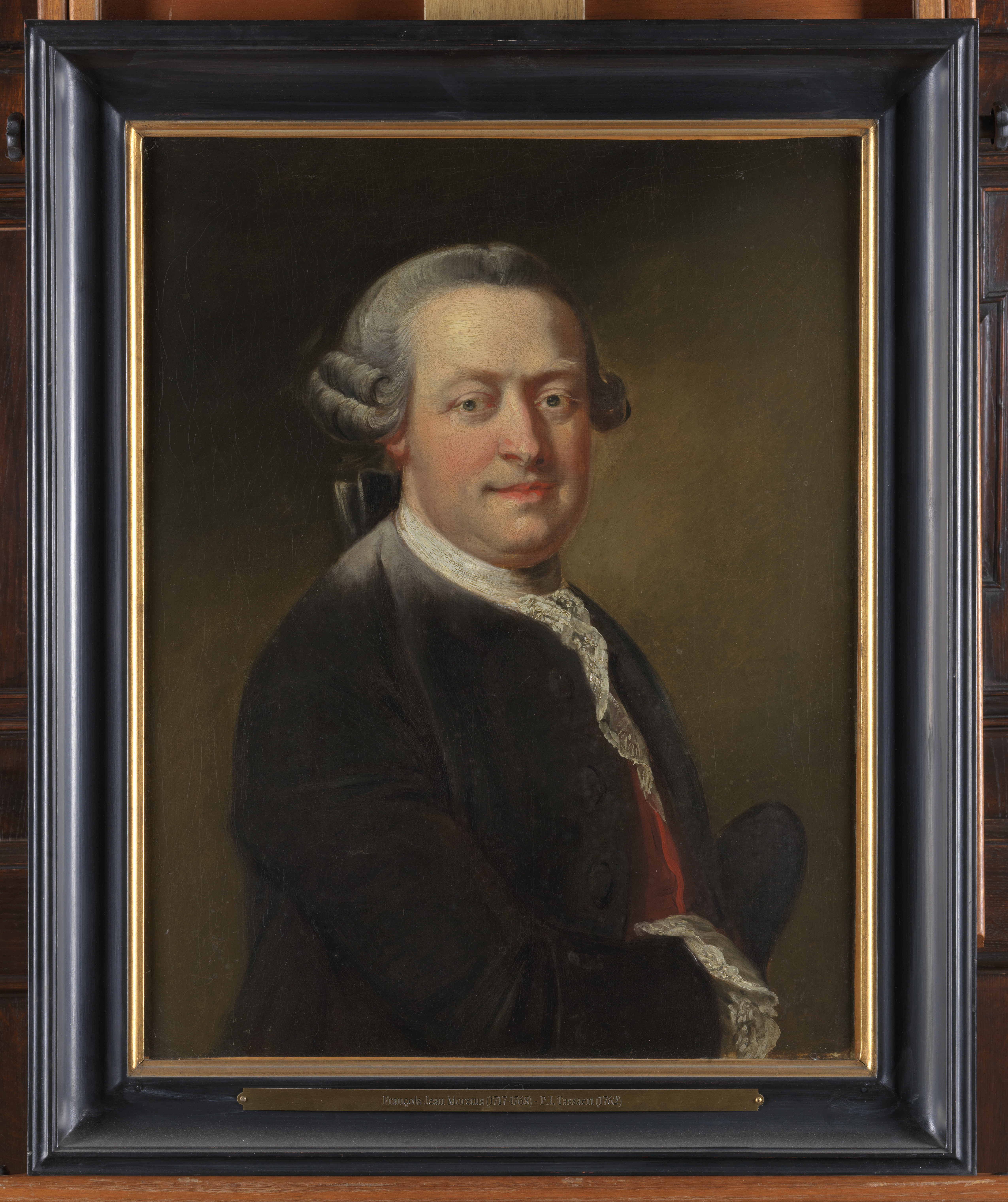
Portret van Franciscus Joannes Moretus, Philip Joseph Tassaert, schilderij, Museum Plantin-Moretus

De stamboom van de familia Plantijn-Moretus met de opeenvolgende meesters van de Officina Plantiana.
- Christoffel Plantijn (1520-1589) huwde met Jeanne Rivière in ca. 1545-1546; zij hadden vijf dochters en een zoon Christoffel (1566-1570) die echter erg jong stierf
  - Margaretha (1547-1594) huwde Franciscus Raphelengius, die de afdeling in Leiden leidde. Deze bleef nog twee generaties bestaan tot 1619.
  - Martina Plantijn  (1550-1616) huwde met Jan I Moretus (Johann Moerentorf) (1543-1610) in 1570; zij hadden tien kinderen
    - Balthasar I Moretus (1574-1641)
    - Jan II Moretus (1576-1618) huwde met Maria De Sweert; zij hadden zes kinderen 
      - Balthasar II Moretus (1615-1674) huwde met Anna Goos; zij hadden twaalf kinderen 
        - Balthasar III Moretus (1646-1696) huwde met Anna Maria de Neuf; zij hadden negen kinderen 
          - Balthasar IV Moretus (1679-1730) huwde met Isabella Jacoba De Mont (of De Brialmont); zij hadden acht kinderen
          - Joannes Jacobus Moretus (1690-1757) huwde met Theresia Mechtildis Schilder; zij hadden negen kinderen 
            - Franciscus Joannes Moretus (1717-1768) huwde met Maria Theresia Josepha Borrekens, die de leiding overnam tot 1797. Zij hadden dertien kinderen 
              - Josephus Hyacinthus Moretus (1762-1810) huwde met Maria Henrica Coleta Wellens; zij hadden acht kinderen 
                - Albertus Franciscus Hyacinthus Fredericus Moretus (1795-1865)
                - Eduardus Josephus Hyacinthus Moretus 1804-1880). Nadat het laatste boek in 1866 gedrukt werd, verkocht hij het pand aan de stad Antwerpen in 1876,  met als doel het open te stellen als museum.

              - Hendrik-Paulus Moretus (1765-1805) x Colette Wellens (1768-1798)
                - Constantin Moretus

            - Paulus Jacobus Moretus (1721-1776) x Jeanne de Man (1725-1768)
              - Paulus Franciscus Moretus (1756-1808)

            - Ludovicus Franciscus Xaverius Moretus (1758-1820)
            - Frans-Jozef Moretus (1760-1814)

  - Catharina Plantijn (1553-1622)
  - Magdalena Plantijn (1557-1599) huwde met Gilles Beys, die de Franse afdeling leidde. Deze bleef nog een generatie bestaan.
  - Henrica Plantijn (1561/1562-1640)